# (2394) Nadeev
(2394) Nadeev (1973 SZ2) – planetoida z pasa głównego asteroid okrążająca Słońce w ciągu 5,67 lat w średniej odległości 3,18 au. Odkryta 22 września 1973 roku.